# Jörg Müller
Jörg Müller (Aarau, 23 de gener de 1961) és un ciclista suís, ja retirat, que fou professional entre 1985 i 1994. El 1984, com a ciclista amateur, va prendre part als Jocs Olímpics d'Estiu de Los Angeles, on disputà, sense sort, tres proves del programa de ciclisme. Els seus principals èxits foren el Tour de Romandia de 1985, el Campionat nacional en ruta de 1987 i el Gran Premi de les Amèriques de 1989. Després de retirar-se del ciclisme va treballar com a cap de premsa de Lance Armstrong a principis dels 2000.

## Palmarès
- 1984
  -  Campió de Suïssa en ruta amateur
  -  Campió de Suïssa en persecució
  - 1r al Gran Premi de Brissago
- 1985
  - 1r al Tour de Romandia
  - Vencedor d'una etapa de la Volta a Euskadi
  - Vencedor d'una etapa de la Volta a Suïssa
- 1986
  - 1r al Tour d'Armòrica
  - Vencedor d'una etapa de la Volta a Catalunya
  - Vencedor d'una etapa de la Volta a la Comunitat Valenciana
- 1987
  -  Campió de Suïssa en ruta
  - Vencedor d'una etapa de la Volta a Catalunya
- 1988
  - 1r als Sis dies de Zuric (amb Daniel Gisiger)
- 1989
  - 1r al Gran Premi de les Amèriques
- 1993
  - 1r a la Wartenberg Rundfahrt
  - Vencedor d'una etapa al Tour DuPont
- 1994
  - 1r a la Wartenberg Rundfahrt

### Resultats al Tour de França
- 1986. 99è de la classificació general
- 1987. 99è de la classificació general
- 1988. 27è de la classificació general
- 1989. 29è de la classificació general
- 1990. 31è de la classificació general
- 1992. 94è de la classificació general
- 1993. 52è de la classificació general
- 1994. 59è de la classificació general

### Resultats al Giro d'Itàlia
- 1988. 55è de la classificació general
- 1991. 71è de la classificació general

### Resultats a la Volta a Espanya
- 1987. Desqualificat (7a etapa)
- 1991. 101è de la classificació general
- 1994. 65è de la classificació general